# Walther Ehrhardt
Walther Ehrhardt (23 de dezembro de 1919 - 3 de março de 2011) foi um comandante de U-Boot que serviu na Kriegsmarine durante a Segunda Guerra Mundial.